# Arthur Godfrey Peuchen
Le lieutenant-colonel Arthur Godfrey Peuchen (18 avril 1859 - 7 décembre 1929) est un militaire et homme d'affaires canadien. Il a notamment été président de la Standard Chemical Company. Lors de son 14e voyage transatlantique, il embarque sur le Titanic en avril 1912. Lorsque celui-ci fait naufrage, il parvient à gagner une embarcation de sauvetage en déclarant avoir une certaine expérience maritime, ce qu'il prouve en descendant le long de la coque du navire pour atteindre un canot, à l'aide d'une corde. Cependant, ceci lui coûte en grande partie sa réputation. 
Après avoir participé à la Première Guerre mondiale, il fait de mauvais investissements et meurt finalement en 1929.

## Biographie

### Jeunesse
Arthur Godfrey Peuchen naît le 18 avril 1859 à Montréal. Il est le fils de Godfrey Peuchen, venu de Prusse, et de Eliza Eleanor Clark, quant à elle née en Angleterre. Son père et son grand-père ont tous deux mené de brillantes carrières dans l'industrie ferroviaire. En 1859, Godfrey Peuchen se lance dans le commerce du vin. 
La famille quitte ensuite Montréal pour Toronto et Peuchen est éduqué dans de prestigieuses écoles de l'Ontario et d'Angleterre. En 1871, il s'engage dans le régiment canadien Queen's Own Rifles dont il gravit progressivement les échelons (lieutenant en 1888, capitaine en 1894 et major en 1904).

### Carrière
En 1879 - 1880, il entre dans le monde des affaires à Toronto en travaillant comme clerc. En 1882, il lance une fabrique de peinture. En 1893, il est à la tête de la Canada Paint Company. Par la suite, il se spécialise dans l'utilisation de l'acide acétique. Il devient ainsi président de la Standard Chemical Company de 1897 à 1914. La firme est la première au Canada à fabriquer de l'acétone à partir du bois. Les raffineries de sa compagnie se trouvant en Angleterre, en France et en Allemagne, Peuchen est souvent amené à traverser l'Atlantique. Lors de sa quatorzième traversée, en avril 1912, il emprunte le tout dernier navire de la White Star Line, le Titanic. Il possède par ailleurs son propre yacht avec lequel il traverse parfois l'océan Atlantique.

### Titanic

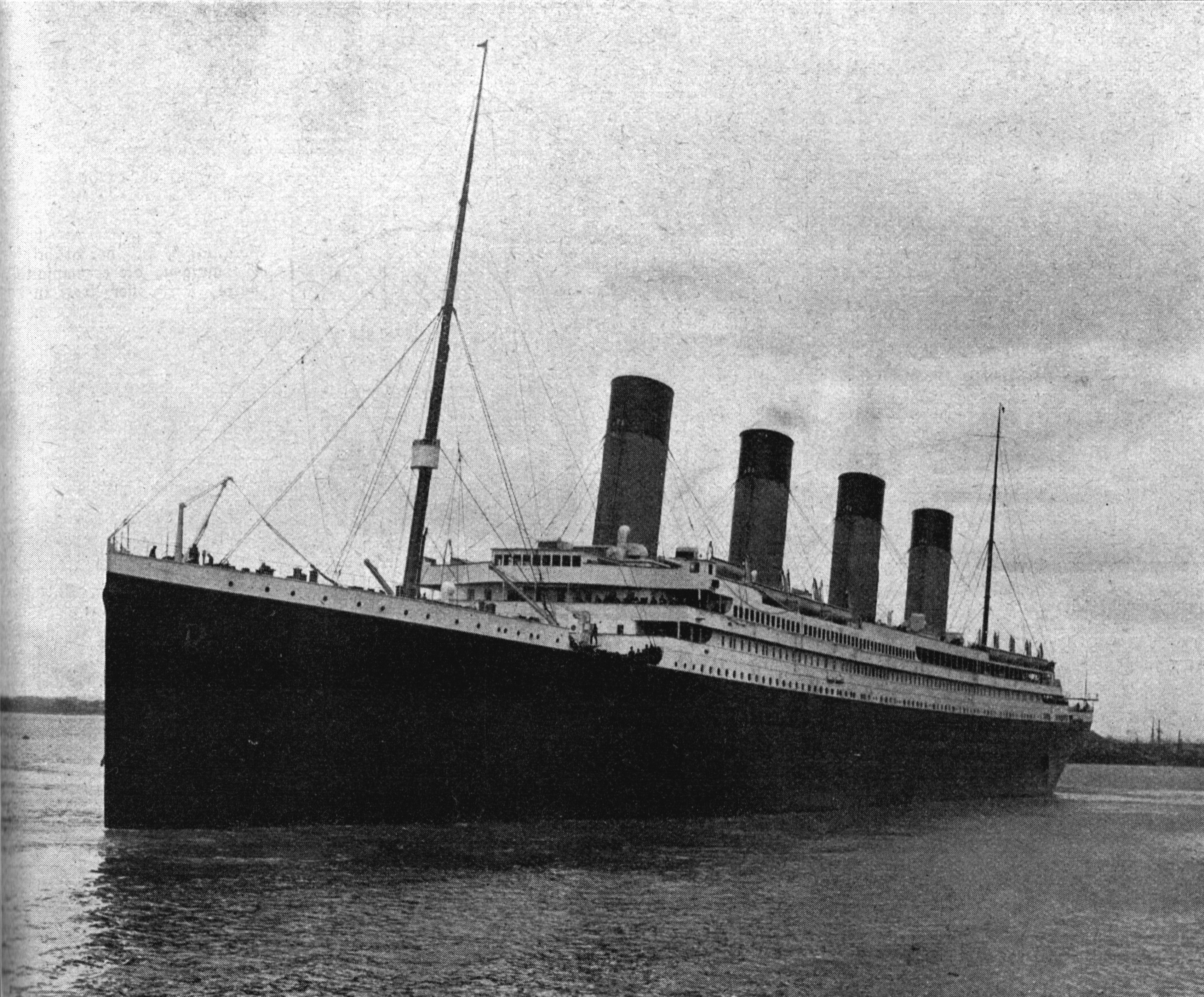
Peuchen a survécu au naufrage du Titanic.

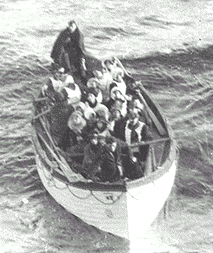
Le canot no 6, dans lequel a survécu Peuchen.

Lorsqu'il apprend que le commandant Edward Smith va commander le Titanic, Peuchen se lamente : il considère en effet le capitaine, âgé de 62 ans, comme étant trop vieux pour occuper cette fonction. Après le naufrage, Peuchen rejette à plusieurs reprises la responsabilité sur Smith, qui a péri dans le drame.
Le 14 avril, le Titanic heurte un iceberg et commence à sombrer. Peuchen, qui vient d'abandonner 200 000 $ en actions et obligations dans sa cabine au regard de la gravité de la situation, se rend sur le pont des embarcations. Il y est d'abord rejeté par le deuxième officier Charles Lightoller, qui refuse systématiquement les hommes dans les canots. Alors que le canot no 6 est en train d'être descendu, ses passagers, parmi lesquels Margaret Brown se rendent compte qu'il n'y a pas assez de marins pour le diriger (ils ne sont que deux : le quartier-maître Robert Hichens et le veilleur Frederick Fleet). Peuchen déclare alors avoir fait du yachting et pouvoir aider aux opérations sur l'embarcation. Le commandant Smith lui propose d'y embarquer via le pont promenade A, mais Charles Lightoller renchérit en lui demandant de descendre par le biais des câbles de sécurité, pour prouver ses capacités. Il réussit ainsi à descendre huit mètres de cordages et à gagner l'embarcation. Ce canot-ci n'était que peu rempli avec 24 occupants pour 65 places. Cependant, sa conduite lui valut de nombreuses critiques.

### Fin de vie
Après le naufrage, Peuchen est le seul canadien à témoigner devant la commission d'enquête américaine du sénateur William Alden Smith. Dans la presse, il s'en prend ouvertement au commandant Edward Smith dont il accuse « le manque de prudence criminel », et qu'il considère comme le responsable de la perte de dix de ses meilleurs amis. Il reproche également à Joseph Bruce Ismay de ne pas avoir fait ralentir le navire en connaissant la présence de glace. Ismay n'avait cependant aucun rôle officiel à bord et n'avait donc pas de responsabilité sur la vitesse du navire. Il est par la suite exonéré par les commissions d'enquêtes.
Par la suite, Peuchen participe à la Première Guerre mondiale au sein du Queen's Own Rifles, délaissant pour cela son métier. Il s'engage ensuite dans un projet de construction de barrage en 1920, mais celui-ci est finalement abandonné. Victime de mauvais investissements dans les années 1920, il perd beaucoup d'argent. Il meurt le 7 décembre 1929.
Lors d'une expédition sur l'épave du Titanic en 1987, le portefeuille de Peuchen est récupéré.

### Biographie
- (en) Mark Chirnside, The Olympic-class ships : « Olympic », « Titanic », « Britannic », Stroud, Tempus, 2004, 349 p. (ISBN 978-0-7524-2868-0)
- Gérard Piouffre, Le « Titanic » ne répond plus, Paris, Larousse, coll. « L'histoire comme un roman », 2009, 317 p. (ISBN 978-2-03-584196-4, BNF 42014857)